# Ragnar Josephson
Ragnar Josephson (8 mars 1891 - 27 mars 1966) est un universitaire, historien de l'art, dramaturge et directeur de théâtre suédois.

## Biographie
Ragnar Josephson est professeur d’histoire de l’art à l’Université de Lund de 1929 à 1957 ; il dirige le Théâtre dramatique royal à Stockholm (1948-51) et est élu à l'Académie royale de Suède en 1960. Il écrit sur plusieurs aspects de l’art et de l’architecture et fond, en 1934, le musée des esquisses de Lund.